# Concord Sonata

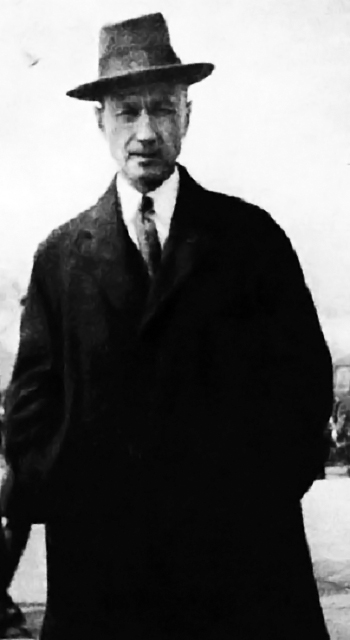
Charles Ives

La Concord Sonata  (titre usuel pour la Sonate pour piano no 2 : Concord, Mass., 1840–60 ( S. 88 - K. 3A2)) est une œuvre pour piano seul (avec des parties d'alto et de flûte optionnels) en quatre mouvements composée par Charles Ives entre 1916 et 1919 et révisée en 1947.
Cette sonate est un hommage au mouvement philosophique des Transcendantalistes américains, chaque partie porte le nom d'un des représentants de ce mouvement : Ralph Waldo Emerson, Amos Bronson Alcott, Nathaniel Hawthorne, et Henry David Thoreau. Ives fit publier la première édition de la sonate accompagnée d'un texte intitulé Essais avant une sonate (Essay before a sonata). Elle fut créée dans son intégralité par le pianiste John Kirkpatrick le 28 novembre 1938 dans un concert privé, et connaît sa première représentation publique par le même interprète lors d'un récital donné au Town Hall de New York le 20 janvier 1939. La durée moyenne est de 45 minutes environ.

## Composition
La sonate Concord fut assemblée en 1916 à partir d'œuvres diverses qu'Ives avait composées dès 1904. Le premier mouvement Emerson est tiré d'une Ouverture Emerson pour piano et orchestre. Le deuxième Hawthorne provient en partie d'un concerto Hawthorne  perdu et d'une pièce pour piano The Celestial Railroad. Le troisième mouvement The Alcotts fut repris d'une composition pour orgue, et le dernier mouvement Thoreau d'une œuvre intitulée Walden Sounds perdue.

## Mouvements

### Emerson
Le développement de ce mouvement a connu plusieurs formes avant d'être intégré à la sonate. D'abord sous forme de chœur accompagné par un orchestre et d'une mélodie intitulée Duty, il devait ensuite être pensé  comme une ouverture pour orchestre et piano faisant partie d'une série consacrée à des figures de la littérature anglo-saxonne, Walt Whitman, Matthew Arnold, Henry Ward Beecher, John Greenleaf Whittier et Robert Browning (seule la Robert Browning Overture subsiste). La forme finale du mouvement de la sonate fut fixée à partir de la transcription pour piano de l'ouverture.
C'est le mouvement le plus long de la sonate et le plus développé. Initialement composé dans l'optique d'une œuvre concertante sa structure est en quatre parties.

### Hawthorne
Hawthorne du nom de l'écrivain Nathaniel Hawthorne s'inspire de l'univers littéraire d'inspiration fantastique de l'écrivain. C'est un scherzo riche en citations, où Ives utilise aussi la technique du cluster qui consiste à produire un accord dissonant à l'aide de l'avant-bras  ou d'une règle plaquée sur le clavier. C'est un mouvement très contrasté qui fait entendre à la fois un hymne, une fanfare militaire, suivis de passages en ragtime

### The Alcotts
Le mouvement est une évocation de la vie du philosophe transcendantaliste Amos Bronson Alcott et de sa fille Louisa May Alcott auteur des Quatre filles du docteur March. Mouvement d'écriture simple sans dissonances, il fait contraste avec les deux précédents mouvements.

### Thoreau
Walden le récit d'Henry David Thoreau sert de base au dernier mouvement de la sonate. Le mouvement est caractérisé par l'emploi ad libitum d'une flûte intervenant dans les dernières mesures.